# 와우와우 롤링프렌즈
《와우와우 롤링프렌즈》는 플라잉피그에서 만드는 애니메이션. 2021년 1월 5일부터 3월 30일까지 MBC에서 화요일 낮 12시 20분에 방영되었다.

## 성우
- 심희섭
- 김명진
- 박민선
- 이삼진
- 김현미

## 스태프
- 기획: 최현종
- 책임 프로듀서: 이수인
- 조연출: 강준구
- 총감독: 김민
- 아트디렉터: 김미라
- 프로듀서: 이진숙, 소세란, 강나연
- 연출: 김민
- 시나리오: 조미라, 윤성필, 김은영, 권진희, 신선호, 박수경, 금선화, 우수진, 조철환
- 캐릭터 디자인: 정민정, 김다연, 김아미
- 배경디자인: 김미라, 김다연, 박소희, 한수현, 이걸재
- 스토리보드: 박성기, 정준호, 박성은, 최현명, 이기영, 권새힘, 진의영
- 3D 슈퍼바이저: 김유식
- 모델링 / 맵핑: 장영재, 김태민, 이형찬, 유승환, 배예슬
- 리깅: 김유식
- 레이아웃: 김미라
- 애니메이션 감독: 오시룡
- 애니메이팅: 최신혜, 양홍규, 이정석, 김지은, 홍영주, 배예슬, 이지형, Tan Chong Hing, Wong Hong Loong, Lam Kok Kang, Lor Wan Sin. Brian Yap Seng Hong, Regan Tang, Branson Lieow, Vanessa wong, Allen Tho Shih Loong, Muhamad Amin bin Rusli, Darren Ling Wei Kit, Yoga Adam Pratama, Allen Lee Kit Chung, Stefanie Quah
- 라이팅 / 렌더링: 김유식, TC Leow, Alvin Wong, Loke Winson
- VFX / 합성: 김미라, 정다현, TC Leow, Alvin Wong, San Vei Sean, Sabrina Wong Jee Shin, Louiss How, Keith Yong Yunn Keat, Kenny Lee Mun Keat, Lee Chin Lin
- 편집: 소세란, 강나연
- 주제가: 임석무
- 성우: 심희섭, 김명진, 박민선, 이삼진, 김현미
- 음향감독: 박희찬
- 음악감독: 유태환
- 음향효과: 박동주
- 성우더빙: 박현희
- 파이널믹싱: 박희찬
- 출력: 함종민
- 홍보 / 마케팅: 이진숙
- 번역: 김수경
- 제작지원: 한국콘텐츠진흥원, 서울산업진흥원
- 기획: MBC
- 제작: Flying Pig